# Matija Stegnar
Matija Stegnar, slovenski smučarski skakalec, * 23. februar 1978.
Stegnar je bil član kluba SK Tržič Trifix. Leta 1996 je osvojil bronasto medaljo na ekipni tekmi svetovnega mladinskega prvenstva. V svetovnem pokalu je debitiral 29. decembra 1996, ko je zasedel 50. mesto na tekmi v Oberstdorfu. V svetovnem pokalu je nastopil še 22. in  23. marca 1997 na poletih v Planici, kjer je osvojil 36. in 28. mesto, kar je njegova edina uvrstitev med dobitnike točk v karieri.